# Neujahrskonzert der Wiener Philharmoniker 1968
Das Neujahrskonzert der Wiener Philharmoniker 1968 war das 28. Neujahrskonzert der Wiener Philharmoniker und fand am 1. Jänner 1968 im Goldenen Saal des Wiener Musikvereins statt. Dirigiert wurde es zum 14. Mal von Willi Boskovsky, der diese Institution 1941 schon als Konzertmeister der Wiener Philharmoniker mit ins Leben gerufen hatte.
Das Konzert war das dritte Neujahrskonzert, dessen 2. Teil in Kooperation von Eurovision (für diesen Verbund war es die neunte Übertragung) und Intervision, dem Fernsehverbund der damaligen sozialistischen Staaten, im Fernsehen übertragen wurde.

## Besonderheit

### Allgemeines
Streng genommen war es das 29. Konzert zum Jahreswechsel – denn zur Jahreswende 1939/40 gab es bereits ein Außerordentliches Konzert der Wiener Philharmoniker, welches allerdings am Silvesterabend 1939 stattfand –, aber erst seit 1946 – seit dem erstmaligen Dirigat von Josef Krips – trägt das Konzert den Titel Neujahrskonzert der Wiener Philharmoniker: Unter diesem Namen war es das nunmehr 23. mit diesem Titel. Willi Boskovsky stand, wie bereits seit 1955 auf Grund seiner einstimmigen Wahl durch die Orchestermitglieder als ständiger Dirigent des Neujahrskonzertes am Pult.
Willi Boskovsky blieb in Erinnerung, dass er das Konzert mit dem Geigenbogen leitete und, die Violine in die Hüfte gestützt, sie immer wieder ans Kinn nahm, um einen eigenen Schwung in das Orchester zu übertragen, er nutzte nur selten einen Dirigentenstab.
Das Neujahrskonzert des Jahres 1968 zeichnete sich dadurch aus, dass nach der in der Zugabe inzwischen traditionellen Unterbrechung der Introduktion des Walzers An der schönen blauen Donau durch den Beifall des Publikums sich Willi Boskovsky mit Neujahrsgrüßen an Europa und Übersee wandte, und dies in 19 verschiedenen Sprachen durch jeweils ein Mitglied der Wiener Philharmoniker formuliert wurde; das abschließende englische „Happy New Year“ wünschte Boskovsky selbst (ab Min. 57:50 auf dem unten angegebenen Youtube-Link).
Einzelne Musikstücke wurden wieder mit Ballettaufnahmen unterlegt. Es tanzten Mitglieder des Balletts der Volksoper Wien, die Choreographie übernahm die Ballettmeisterin Dia Luca. Eine Moderation, wie im Neujahrskonzert der Wiener Philharmoniker 1967 gab es nicht wieder.
Auch in diesem Konzert gab es humoristische Einlagen, die auch nicht unbedingt im Vorfeld abgesprochen waren. Die bemerkenswerteste war, dass der Paukist der Wiener Philharmoniker, Franz Broschek, in der Zugabe Auf der Jagd im Kostüm eines Jägers auftrat, den letzten Schuss abfeuerte und anschließend eine Wildsau als Modell, aber waidgerecht über die Bühne getragen wurde.

### Fernsehübertragung
Der zweite Teil des Neujahrskonzertes wurde im Fernsehen übertragen, das der Österreichische Rundfunk (ORF) produzierte. Die Regie übernahm erneut Hermann Lanske.
Traditionell war es seit 1959 eine „Eurovisionssendung“, die nunmehr erneut, wie seit 1966, durch eine Kooperation mit Intervision – an sich eine der Eurovision vergleichbare Institution der damaligen sozialistischen Länder –, dem aber der ORF und auch das finnische Fernsehen angehörten, auch auf deren Sendegebiet zeitgleich übernommen wurde.
Ausgestrahlt wurde das Neujahrskonzert 1968 über Eurovision neben Österreich in Belgien, der Bundesrepublik Deutschland, in Dänemark, Finnland, Frankreich, Großbritannien, Irland, Italien, Jugoslawien, Luxemburg, der Niederlande, in Portugal, Schweden, Spanien und der Schweiz; Norwegen setzte es 1968 aus.
Über Intervision waren 1968 dabei: ČSSR, DDR, Rumänien und Ungarn; Polen setzte es 1968 aus. Es wurde demzufolge in 20 Staaten original ausgestrahlt.

## Programm

### 1. Teil
1. Johann Strauss (Sohn): Ouvertüre zur Operette Prinz Methusalem*
2. Johann Strauss (Sohn): Bei uns z’Haus (Walzer für Männerchor und Orchester), op. 361**
3. Johann Strauss (Vater): Beliebte Annen-Polka, op. 137*
4. Josef Strauss: Frauenherz (Polka Mazur), op. 166
5. Johann Strauss (Sohn): Freikugeln (Polka schnell), op. 326
6. Josef Strauss: Sphärenklänge (Walzer), op. 235

### 2. Teil
1. Johann Strauss (Sohn): Ouvertüre zur Operette Die Fledermaus
2. Josef Strauss: Mein Lebenslauf ist Lieb´und Lust (Walzer), op. 263
3. Johann Strauss (Sohn): Explosions-Polka (Polka schnell (sic)), op. 43***
4. Josef Strauss: Brennende Liebe (Polka française), op. 129
5. Josef Strauss: Eingesendet (Polka (schnell)), op. 240
6. Johann Strauss (Sohn): Kaiser-Walzer, op. 437
7. Johann Strauss (Sohn): Napoleon. (Marsch), op. 156*
8. Johann Strauss (Sohn) und Josef Strauss: Pizzicato-Polka
9. Josef Strauss: Feuerfest (Polka française), op. 269

### Zugaben
1. Johann Strauss (Sohn): Auf der Jagd (Polka schnell), op. 373
2. Johann Strauss (Sohn): An der schönen blauen Donau (Walzer), op. 314
3. Johann Strauss (Vater): Radetzky-Marsch, op. 228

Werkliste und Reihenfolge sind der Website der Wiener Philharmoniker entnommen.
 Mit * gekennzeichnete Werke standen erstmals in einem Programm eines Neujahrskonzertes.
**: Die Mitwirkung eines Männerchores hat im Konzert nicht stattgefunden, die Angabe „für Männerchor“ hat nur deklatorischen Charakter.
*** Die Explosions-Polka ist keine Polka schnell (Schnellpolka) im eigentlichen Sinn, diese Bezeichnung wird von Johann Strauss (Sohn) erst ab op. 281 (Vergnügungszug (Polka schnell)) gebraucht.